# Vanished: Left Behind - Next Generation
Vanished: Left Behind - Next Generation (Brasil: Deixados para Trás: A Próxima Geração ) é um filme norte-americano no gênero Drama e Aventura de 2016, o filme é dirigido por Larry A. McLean e protagonizado por Amber Frank, Mason Dye, Dylan Sprayberry e Keely Wilson, o filme tem previsão de estreia para o dia 28 de setembro de 2016 nos Estados Unidos.

## Sinopse
Quando um bilhão de pessoas ao redor do globo terrestre misteriosamente desaparecem e o caos começa a engolir a humanidade a determinada jovem de 15 anos, Gabby Harlow (Amber Frank) é obrigada a se tornar uma adulta muito precocemente, então ela junta forças ao lado de sua irmã caçula Claire (Keely Wilson) e dois rapazes no qual brigam pela sua atenção, Josh Jackson (Mason Dye) e Flynn (Dylan Sprayberry), para tentar descobrir o que aconteceu e também aprenderem a lidar com esse novo e perigoso mundo.

## Elenco
- Amber Frank como Gabby Harlow
- Mason Dye como Josh Jackson
- Dylan Sprayberry como Flynn
- Tom Everett Scott como Damon
- Jackson Hurst como Eric Harlow
- Brigid Brannagh como Sarah
- Keely Wilson como Claire Harlow
- Rachel Hendrix como Rachel